# Tethina inopinata
Tethina inopinata is een vliegensoort uit de familie van de Canacidae. De wetenschappelijke naam van de soort is voor het eerst geldig gepubliceerd in 1992 door Munari & Canzoneri.